# Gerichtsbezirk Sankt Veit an der Glan

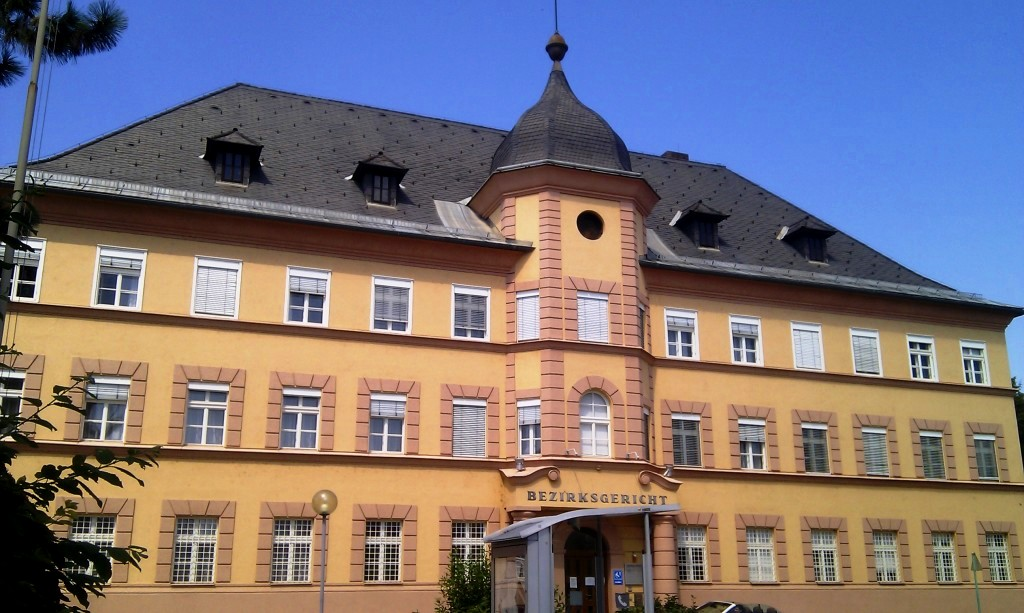
Bezirksgericht Sankt Veit an der Glan

Der Gerichtsbezirk Sankt Veit an der Glan ist einer von elf Gerichtsbezirken in Kärnten und ist deckungsgleich mit dem politischen Bezirk St. Veit an der Glan. Der übergeordnete Gerichtshof ist das Landesgericht Klagenfurt.

## Gemeinden

### Städte
- Althofen (4.920 Ew.)
- Friesach (4.883)
- St. Veit an der Glan (12.264)
- Straßburg (1.978)

### Marktgemeinden
- Brückl (2.757)
- Eberstein (1.223)
- Frauenstein (3.595)
- Gurk (1.193)
- Guttaring (1.491)
- Hüttenberg (1.275)
- Klein St. Paul (1.786)
- Liebenfels (3.411)
- Metnitz (1.845)
- Weitensfeld im Gurktal (1.998)

### Gemeinden
- Deutsch-Griffen (841)
- Glödnitz (832)
- Kappel am Krappfeld (1.957)
- Micheldorf (951)
- Mölbling (1.320)
- St. Georgen am Längsee (3.620)

## Geschichte
1978 wurden die Gerichtsbezirke Althofen (Gemeinden Althofen, Guttaring, Kappel am Krappfeld und Mölbling),
Eberstein (Gemeinden Brückl, Eberstein, Hüttenberg und Klein St. Paul),
Friesach (Gemeinden Friesach und Metnitz), und
Gurk (Gemeinden Gurk, Straßburg und Weitensfeld im Gurktal) 
aufgelöst. Alle Gemeinden wurden dem Gerichtsbezirk Sankt Veit an der Glan zugewiesen.